# Jérôme Tonnelier
Pour les articles homonymes, voir Tonnelier et Tonnelier (patronyme).
Jérôme Tonnellier est un minéralogiste français, né le 22 septembre 1751 à Vénisy, près de Châtillon-sur-Loing (Orléanais), décédé le 5 mars 1819.